# Komatsu (Unternehmen)
K.K. Komatsu Seisakusho (japanisch 株式会社小松製作所, Kabushiki kaisha Komatsu Seisakusho, engl. Komatsu Ltd.), gelistet im Aktienindex Nikkei 225, ist ein japanischer Industriekonzern mit Sitz in Akasaka, Minato, Tokio. Zur Komatsu-Gruppe gehören weltweit 185 Unternehmen und 25 Fabriken. Komatsu ist der zweitgrößte Baumaschinenhersteller der Welt.
Komatsu und Caterpillar bauen zusammengerechnet etwa 85 % der weltweit hergestellten Bergbaumaschinen.

## Geschichte
Seit ihrer Gründung am 13. Mai 1921 hat sich Komatsu Ltd. von einem japanischen Maschinenbauunternehmen zu einem weltweit führenden Hersteller von Baumaschinen und Industrieanlagen entwickelt. Bereits 1924 baute das Unternehmen seine erste Presse, eine 450 Tonnen schwere Bogenformpresse. 1931 begann Komatsu mit der Produktion von Japans erstem Raupentraktor, gefolgt von der Notierung an der Tokioter Börse im Jahr 1934 mit einem Eröffnungskurs von 85,50 JPY. 1935 erweiterte das Unternehmen sein Portfolio um hochwertige Gussteile und Spezialstahlmaterialien. Ab 1941 produzierte Komatsu große hydraulische Pressen, gefolgt von der Entwicklung des Komatsu Model 1 im Jahr 1943, einem Prototyp für japanische Planierraupen.
Nach dem Zweiten Weltkrieg brachte Komatsu 1947 das Bulldozer-Modell D 50 auf den Markt und begann 1948 mit der Produktion von Dieselmotoren. In den folgenden Jahren erweiterte das Unternehmen kontinuierlich seine Produktpalette: 1952 startete die Produktion von Planierfahrzeugen, gefolgt von Gabelstaplern im Januar 1953 und Muldenkippern sowie Spezialfahrzeugen im November desselben Jahres. 1956 begann Komatsu mit der Herstellung von Schaufelladern, 1965 folgten Radlader, 1968 Hydraulikbagger und 1972 kleine Pressen.
1984 brachte Komatsu Lasermaschinen auf den Markt. 1988 wurde die Komatsu Dresser Company in den USA als Joint Venture mit Dresser Industries gegründet. Im darauffolgenden Jahr erwarb Komatsu Anteile an der Hanomag AG in Deutschland, die bis 2002 vollständig übernommen wurde.
1993 gründete Komatsu gemeinsam mit Cummins die Joint Ventures Komatsu Cummins Engine Co., Ltd. in Japan und Cummins Komatsu Engine Company in den USA. 1996 entstand die Demag Komatsu GmbH (heute Komatsu Germany GmbH) durch eine Partnerschaft in Deutschland, im selben Jahr wurde auch der italienische Hersteller von Baggerladern und Kleinmaschinen FAI übernommen. Zwei Jahre später folgte die Gründung der Industrial Power Alliance Ltd. in Japan, ebenfalls als Joint Venture mit Cummins zur Motorenentwicklung.
Im Jahr 2000 übernahm Komatsu den US-amerikanischen Hersteller von Bau- und Bergbauteilen Hensley Industries, Inc. 2004 wurde Komatsu Forest AB gegründet, nachdem das Unternehmen die schwedische Partek Forest AB (ehemals die Forstmaschinensparte von Valmet) übernommen hatte.
2008 stellte Komatsu den weltweit ersten Hybrid-Hydraulikbagger vor. 2017 übernahm das Unternehmen Joy Global Inc., einen führenden US-amerikanischen Hersteller von Bergbaumaschinen, und firmierte ihn in Komatsu Mining Corp. um. Zwei Jahre später, 2019, folgte die Übernahme von TimberPro, einem US-amerikanischen Hersteller von Forstmaschinen.
Im Jahr 2019 zog sich Komatsu aus dem Rüstungssektor zurück. Als Gründe wurden unter anderem das sinkende japanische Verteidigungsbudget, geringe Exportmöglichkeiten, starke Konkurrenz durch Mitsubishi Heavy Industries und fehlende Synergien mit anderen Unternehmensbereichen genannt. Komatsu stellte bis dahin unter anderem das ABC-Aufklärungsfahrzeug für die japanischen Streitkräfte her.
Im Dezember 2022 übernahm Komatsu die in Gelsenkirchen ansässige GHH Group GmbH, einen Hersteller von Maschinen für den Untertagebau und Spezialtiefbau.
Im November 2023 gab Komatsu außerdem die Übernahme von American Battery Solutions bekannt, um die Elektrifizierung seiner Baumaschinen voranzutreiben.

## Produkte
Das Produktprogramm der Komatsu-Gruppe umfasst eine Vielzahl von Baumaschinen. Zu den Produkten gehören verschiedene Baggertypen, wie Baggerlader, Raupenbagger, Mobilbagger und Minibagger. Im Programm stehen auch verschiedene Radladerfahrzeuge, wie Kompaktlader und Teleskoplader; zudem Planierraupen und Muldenkipper. Darunter befindet sich die weltweit größte und leistungsstärkste Schubraupe, die Komatsu D575A mit 150 Tonnen Gesamtgewicht. Auch Großbagger für den Einsatz im Tagebau mit bis zu 773 t Einsatzgewicht und einem Schaufelvolumen von bis zu 42 m3 gehören zum Produktprogramm. Seit der Übernahme von Valmet 2004 ist Komatsu auch im Forstmaschinenbereich tätig. Seit 2011 werden die Maschinen offiziell als Komatsu ausgeliefert. Weitere technische Produkte sind Gabelstapler, Industrieroboter, Kompressoren, Tunnelbohrmaschinen und Generatoren.

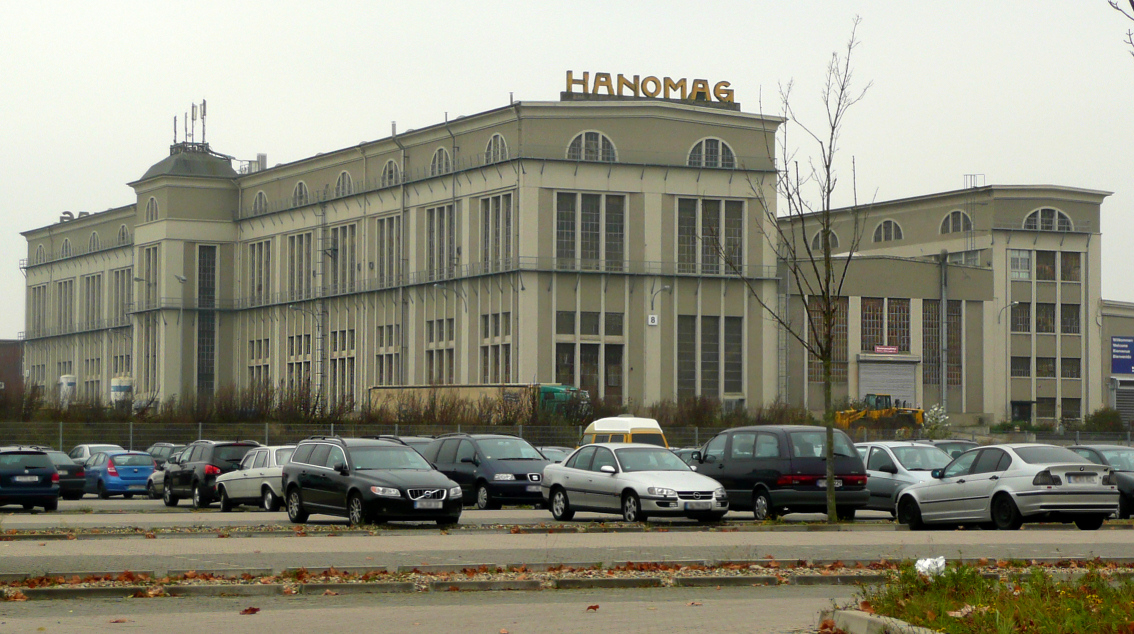
Produktionshalle in ehemaliger Hanomag-Halle in Hannover

Hauptstandort in Deutschland ist das Werk in Düsseldorf, wo die Komatsu Germany GmbH auf einem früheren Gelände der Mannesmann Demag Baumaschinen GmbH im Stadtteil Hassels angesiedelt ist. Dort werden die Großhydraulikbagger für den Tagebaueinsatz gefertigt, darunter auch der PC8000-11 mit 773 t Einsatzgewicht. Ein weiterer bedeutender Standort ist in Hannover, wo in früheren Hallen der Hanomag Radlader und Mobilbagger entwickelt sowie produziert werden. 2010 wurden 1.543 Einheiten in Hannover produziert, im Boomjahr 2007 waren es 4.070.

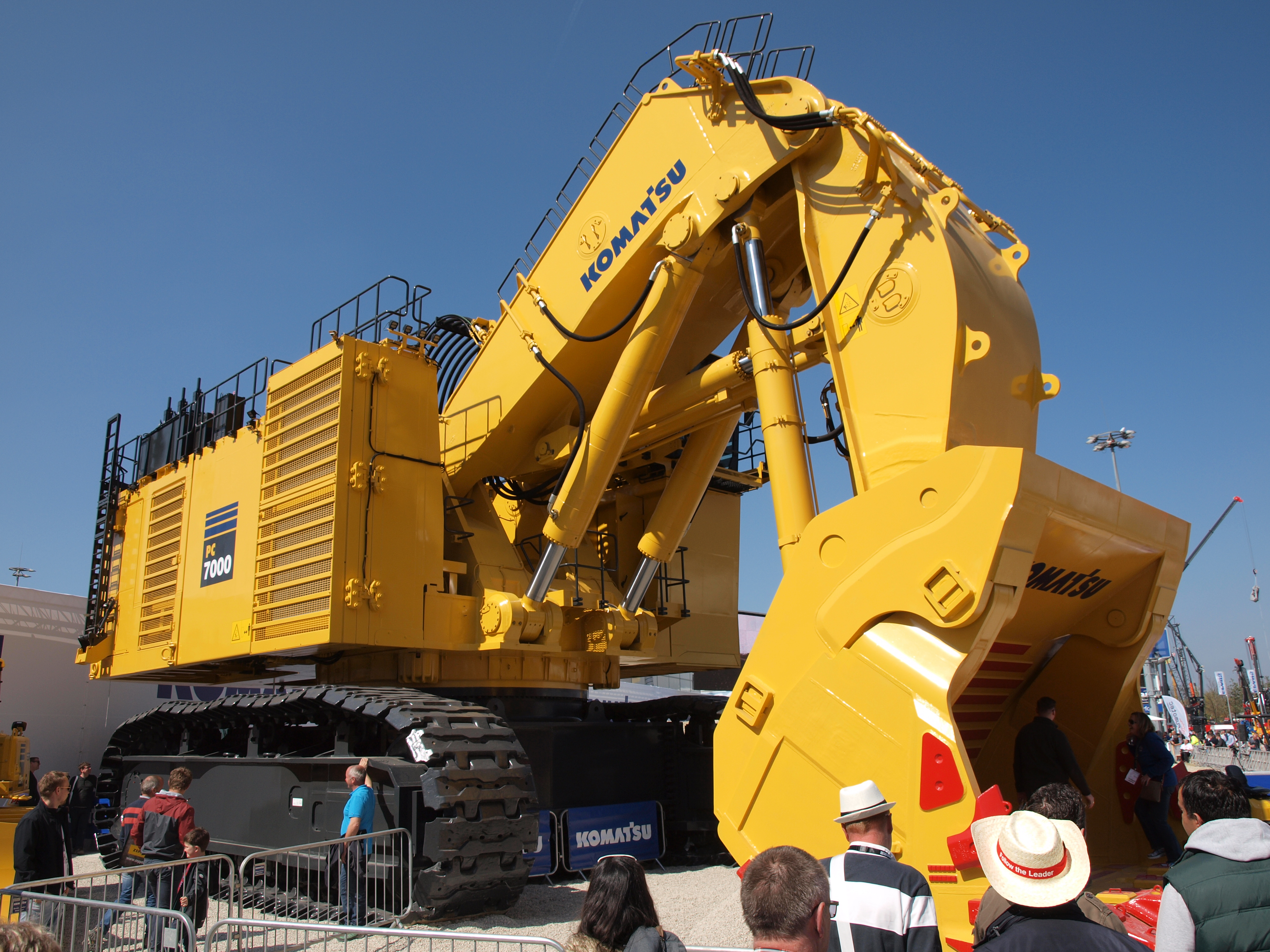
Komatsu Raupenbagger PC7000 mit 36-Kubikmeter-Klappschaufel (2 × 1250 kW / 1675 PS)
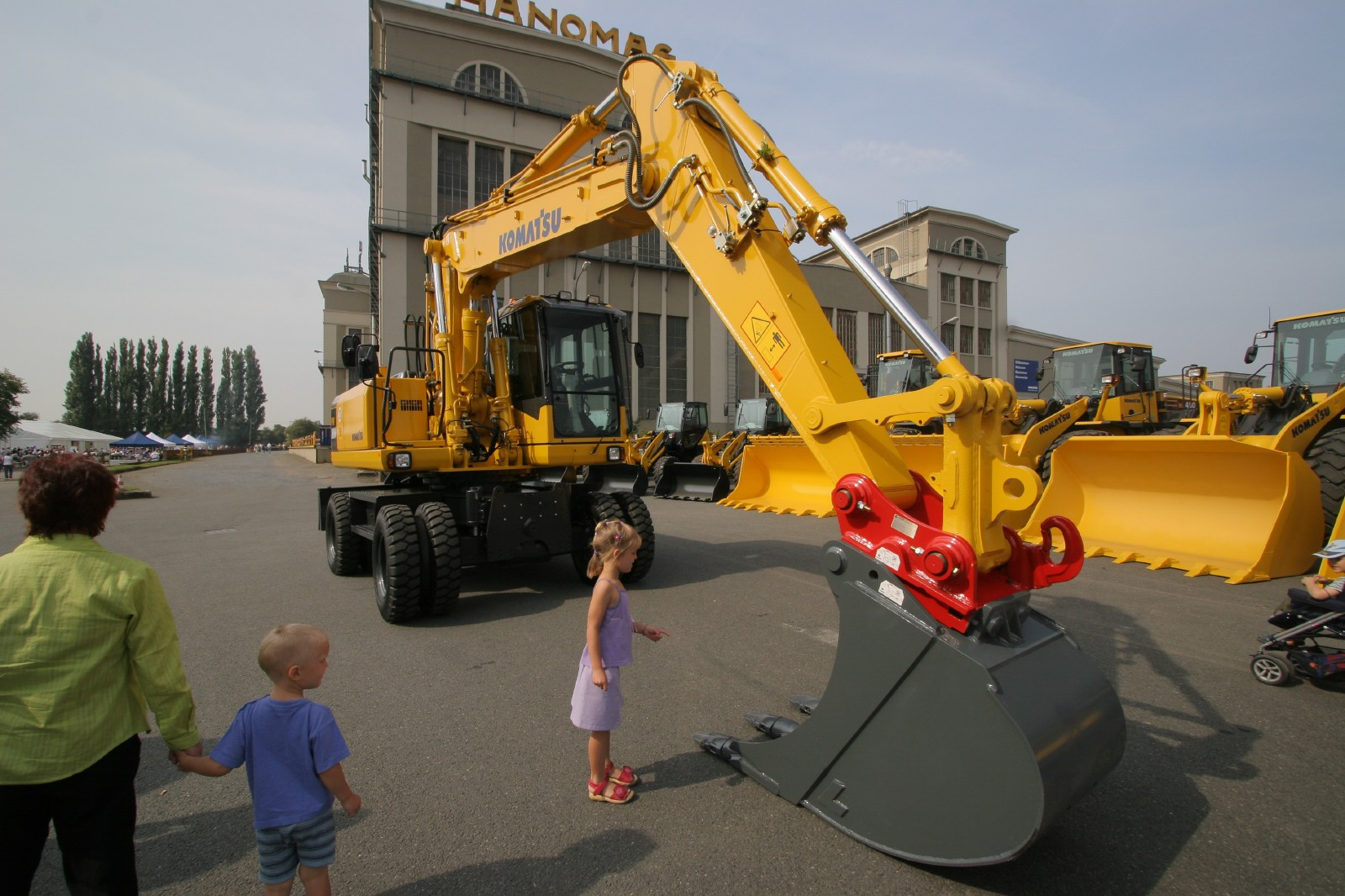
Mobilbagger (Komatsu Germany GmbH, Deutschland)
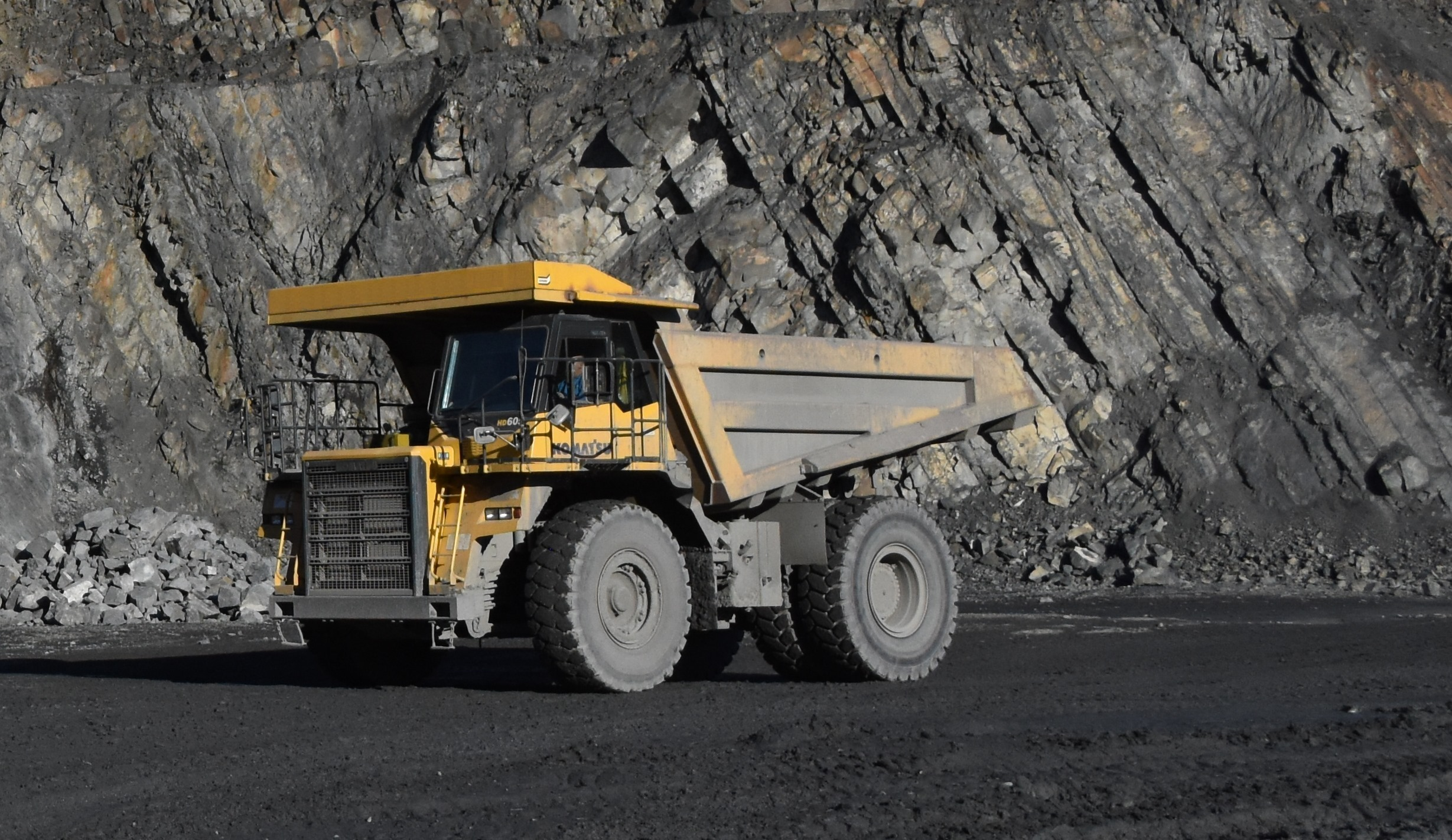
Komatsu Muldenkipper HD605-7 (575 kW = 782 PS; Muldenkapazität 40 Kubikmeter)
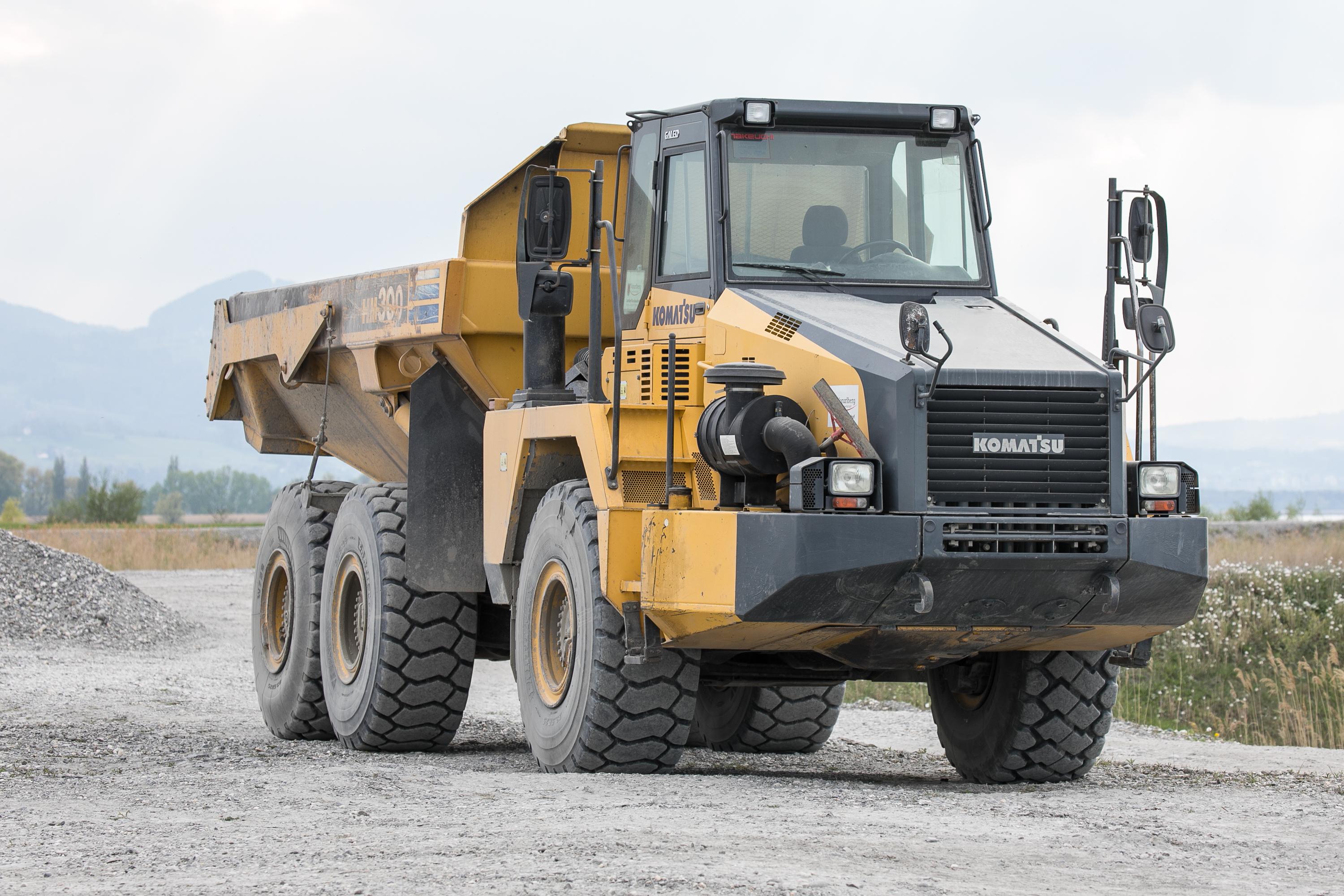
Komatsu HM300 Knickgelenk-Muldenkipper
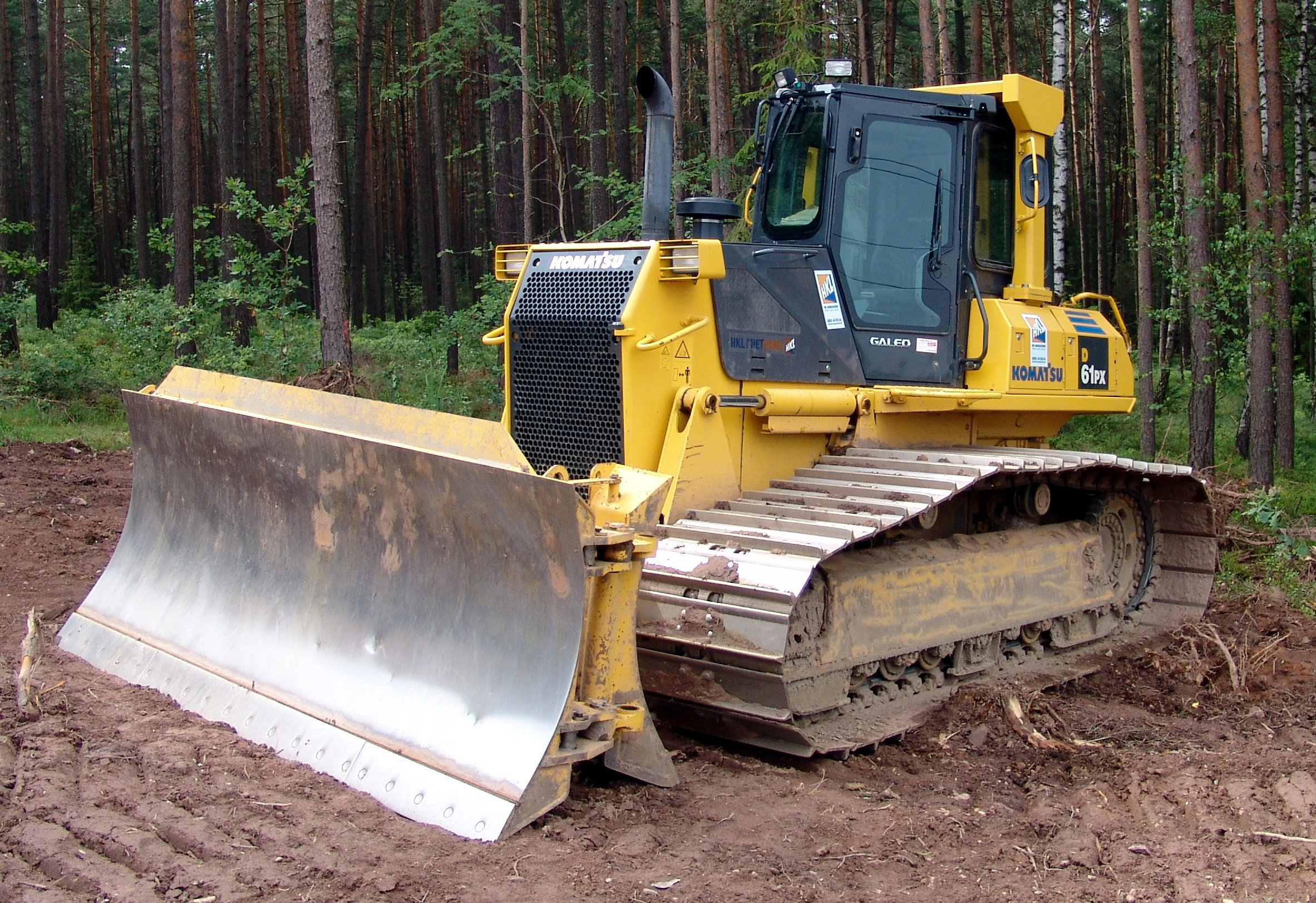
Komatsu Planierraupe
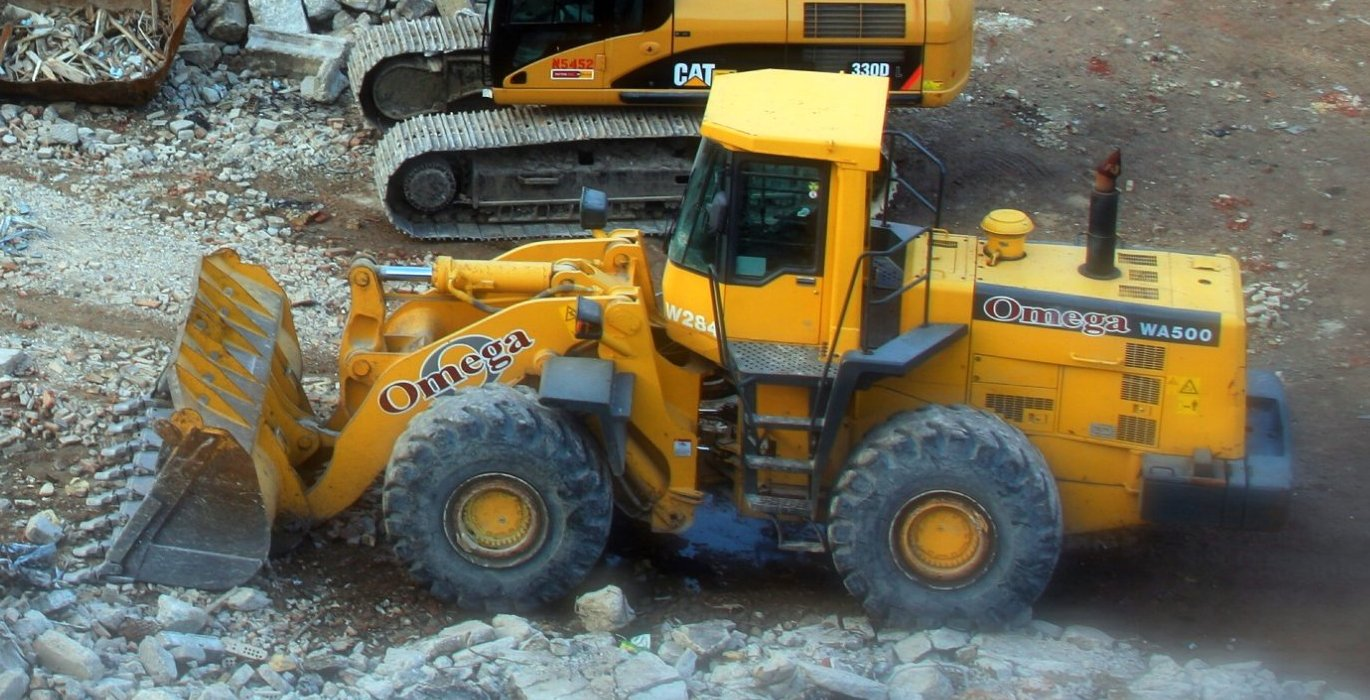
Radlader WA500
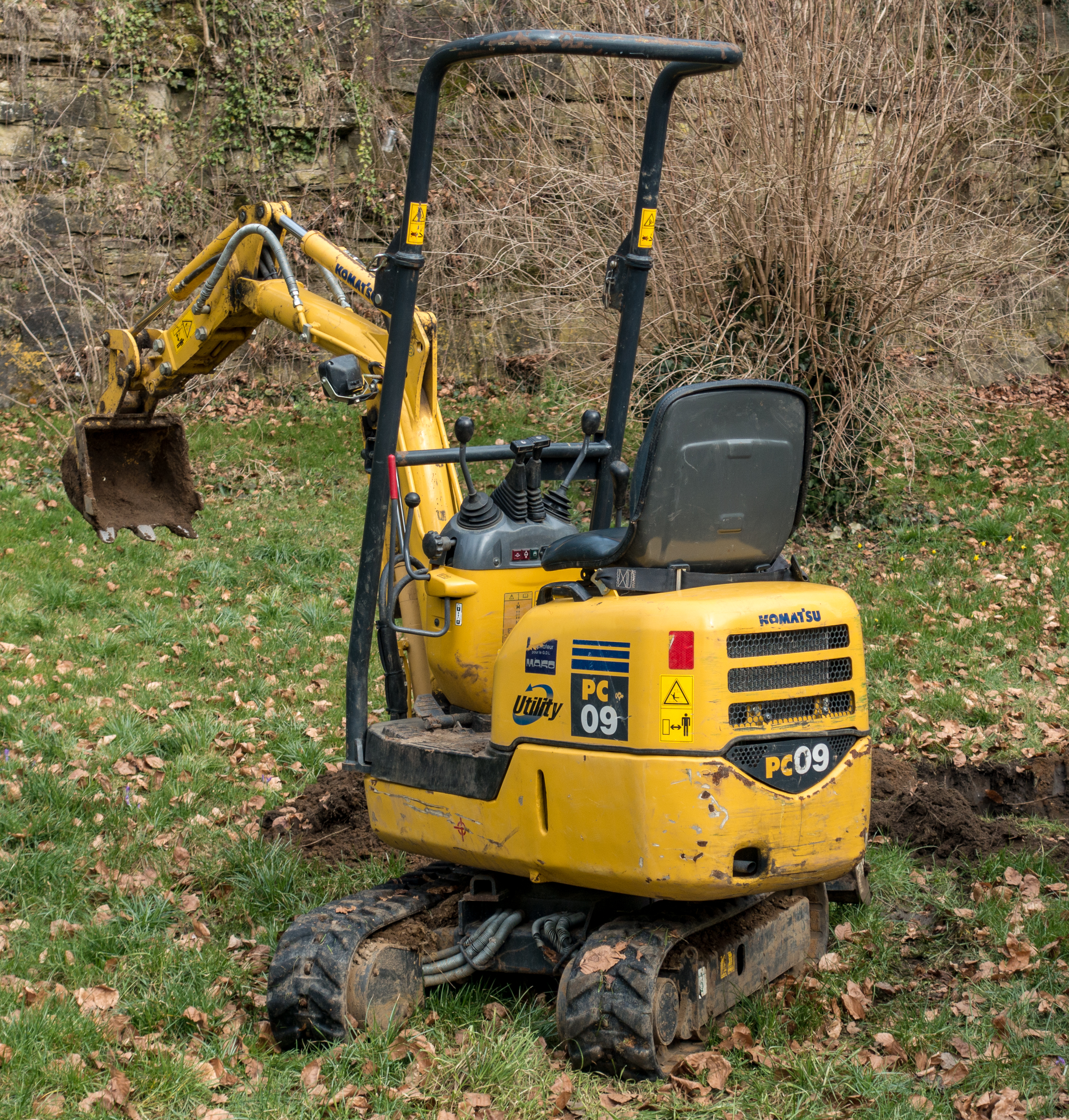
Komatsu Minibagger
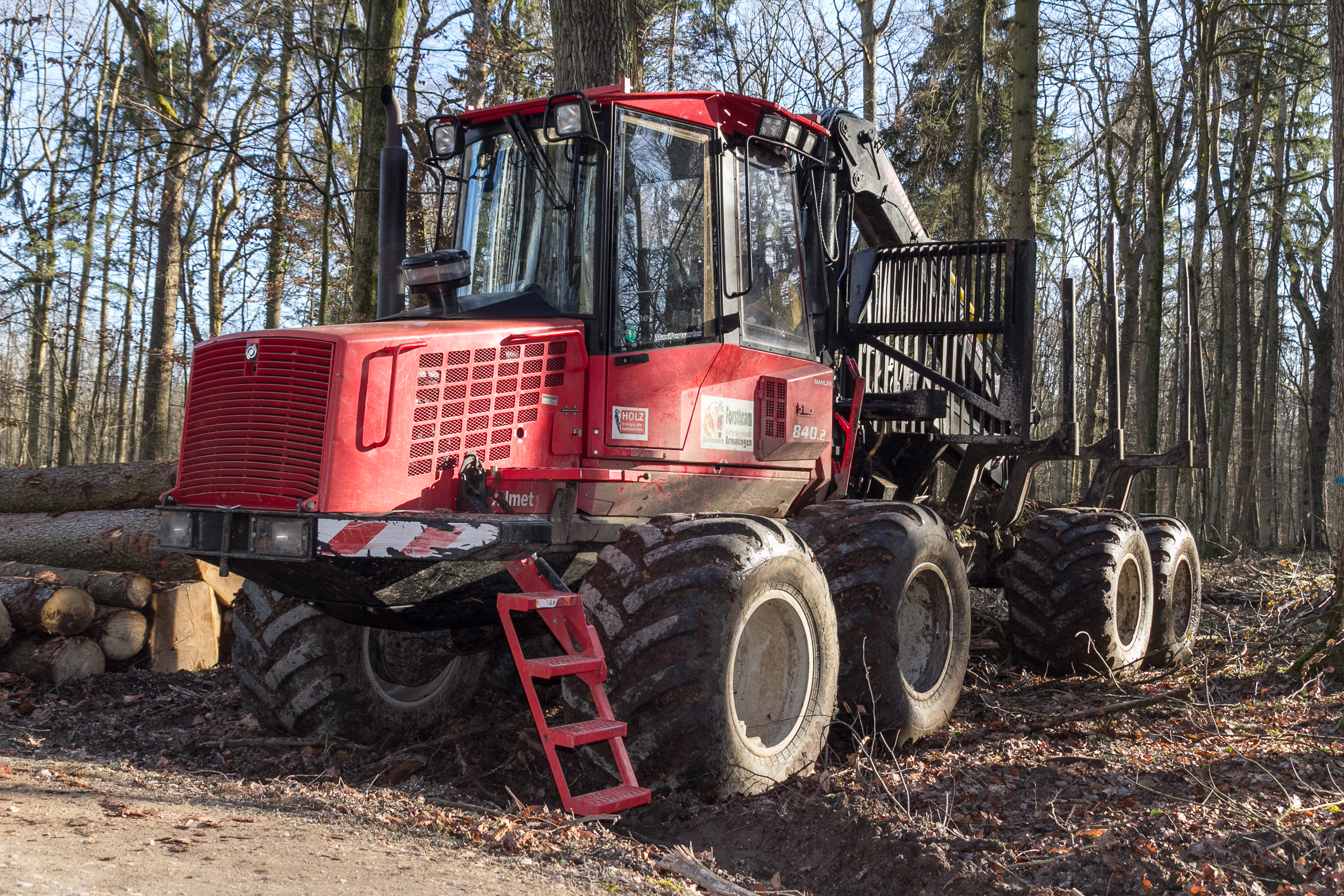
Komatsu (vormals Valmet) 840.2 Forwarder
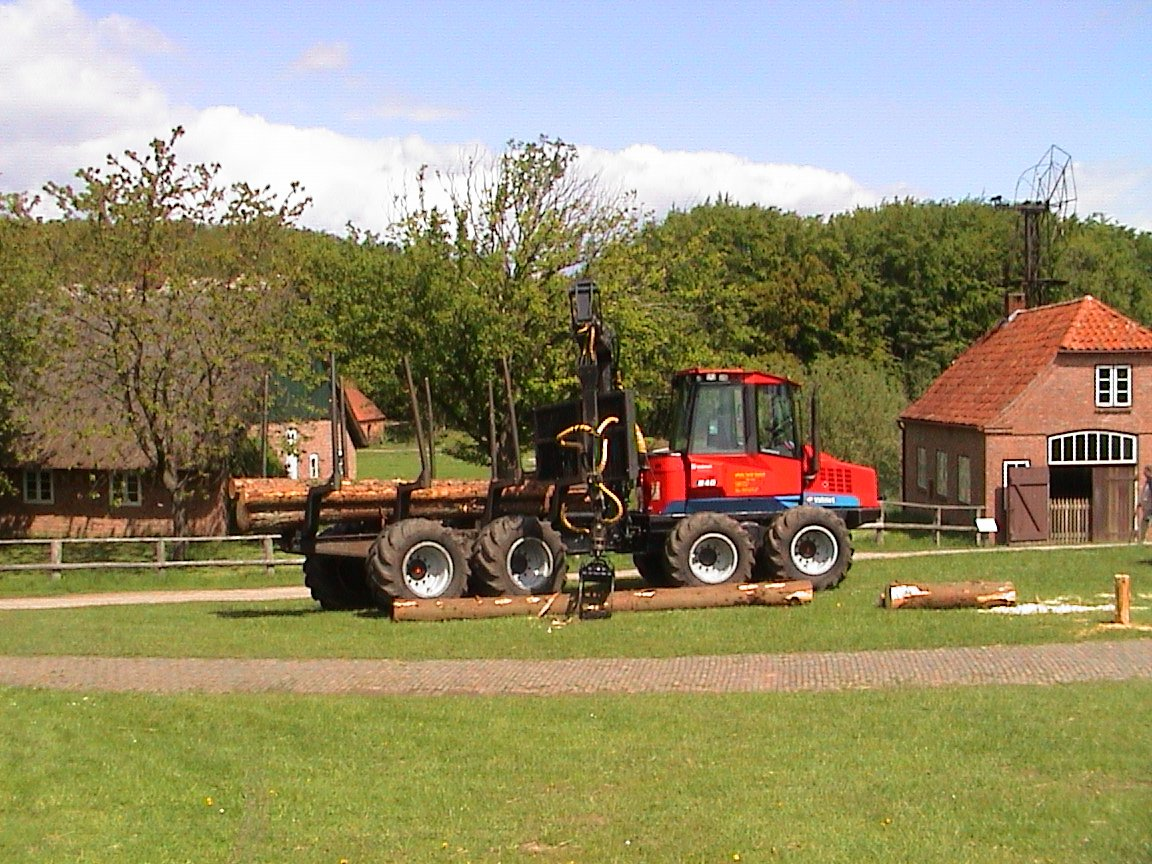
Komatsu (vormals Valmet) Tragrückschlepper
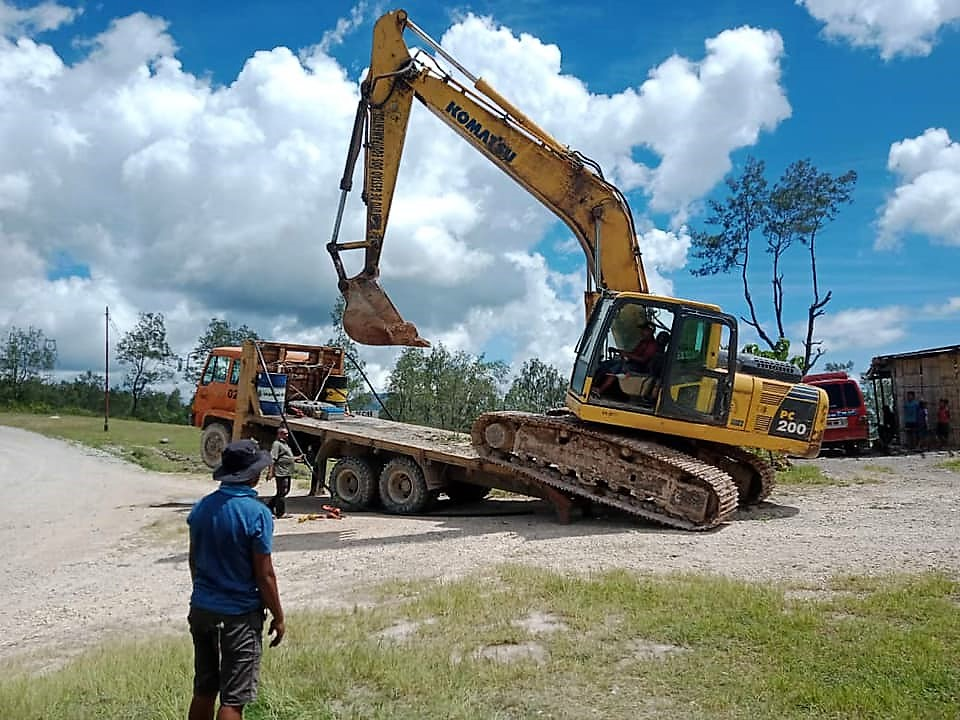
Raupenbagger PC200

## Produktionsstandorte
Die Produktionsstandorte von Komatsu und seinen Tochtergesellschaften sind global verteilt, wobei der Schwerpunkt in Asien und dort insbesondere in Japan liegt. Darüber hinaus betreibt das Unternehmen zahlreiche Produktionsstandorte in Nordamerika und Europa. Im Folgenden werden alle Standorte (Stand März 2023) genannt.

### Asien
Komatsu stellt sehr viele seiner Produkte in Japan her.
In der Präfektur Ishikawa befinden sich die Werke Awazu und Kanazawa, die Hydraulikbagger in allen Größen, Radlader, Planierraupen, Grader, Pressen sowie Getriebe und Achsen produzieren. Das Werk Himi in der Präfektur Toyama ist auf die Herstellung von Gussteilen spezialisiert. In Osaka produziert Komatsu mittelgroße und große hydraulische Bagger, große Planierraupen und Getriebeteile. Große Hydraulikbagger und Planierraupen werden auch im Werk Rokko in der Präfektur Hyōgo hergestellt. Ein weiterer Produktionsstandort befindet sich in Shiga. Dort stellt Komatsu Kabinen und Motorkomponenten her. In Ibaraki werden unter anderem Muldenkipper, große Radlader, Raddozer und große Grader gebaut. Darüber hinaus erfolgt in den beiden Werken Tochigi und Oyama in der Präfektur Tochigi die Fertigung von Gabelstaplern, Minibaggern, Kompaktladern, Dieselmotoren, Hydraulikkomponenten und Fahrwerksteilen. Im Werk Kōriyama in der Präfektur Fukushima baut Komatsu Hydraulikkomponenten und in Shonan in der Präfektur Kanagawa Elektronikkomponenten.
In China gibt es ebenfalls einige Produktionsstandorte.
Das Werk in Tianjin konzentriert sich auf die Herstellung von Bergbaumaschinen und die beiden Werke in der Provinz Jiangsu fertigen mittelgroße Hydraulikbagger und Radlader, Muldenkipper, Gussteile sowie Maschinenkomponenten. Darüber hinaus gibt es zwei weitere Standorte in der Provinz Shandong für die Produktion von kleinen und mittelgroßen Hydraulikbaggern, Gussteilen und weiteren Maschinenkomponenten. Im Werk in der Provinz Zhejiang liegt der Schwerpunkt auf der Produktion von Baggerzähnen.
In Indonesien betreibt Komatsu zwei weitere Produktionsstandorte. In Jakarta erfolgt die Herstellung von mittelgroßen und großen Hydraulikbaggern, kleinen und mittelgroßen Planierraupen, Muldenkippern sowie Hydraulikkomponenten. In Bekasi baut Komatsu Fahrwerkskomponenten. Das Werk in Chonburi in Thailand produziert mittelgroße Hydraulikbagger sowie Gussteile und andere Maschinenkomponenten. In Chennai in Indien liegt der Fokus auf der Herstellung von mittelgroßen Hydraulikbaggern und Muldenkippern. In Nagpur werden Bergbaumaschinen produziert.

### Nord- und Südamerika
Komatsu besitzt auch mehrere Produktionsstätten in Nord- und Südamerika. In Chattanooga im Bundesstaat Tennessee werden mittelgroße Hydraulikbagger sowie Forstmaschinen hergestellt. Große Muldenkipper baut Komatsu in Peoria im Bundesstaat Illinois. Die Produktionsstätte in Newberry im Bundesstaat South Carolina hat sich auf Radlader und Gabelstapler spezialisiert. Darüber hinaus gibt es Standorte für die Produktion von Bergbaumaschinen in den Bundesstaaten Kentucky, Pennsylvania, Ohio, Virginia, Texas und Wisconsin. In Texas werden in einem zweiten Werk zudem Baggerschaufeln und -zähne hergestellt. Und das Werk in Shawano im Bundesstaat Wisconsin stellt Forstmaschinen her.
In Kanada in der Provinz Ontario werden in drei Werken Bergbaumaschinen gebaut. Forstmaschinen stellt Komatsu zudem in Kamloops und Saint-Eustache her. Das Werk in São Paulo in Südamerika produziert mittelgroße Hydraulikbagger, kleine und mittelgroße Radlader, sowie mittelgroße Planierraupen und Grader.

### Europa

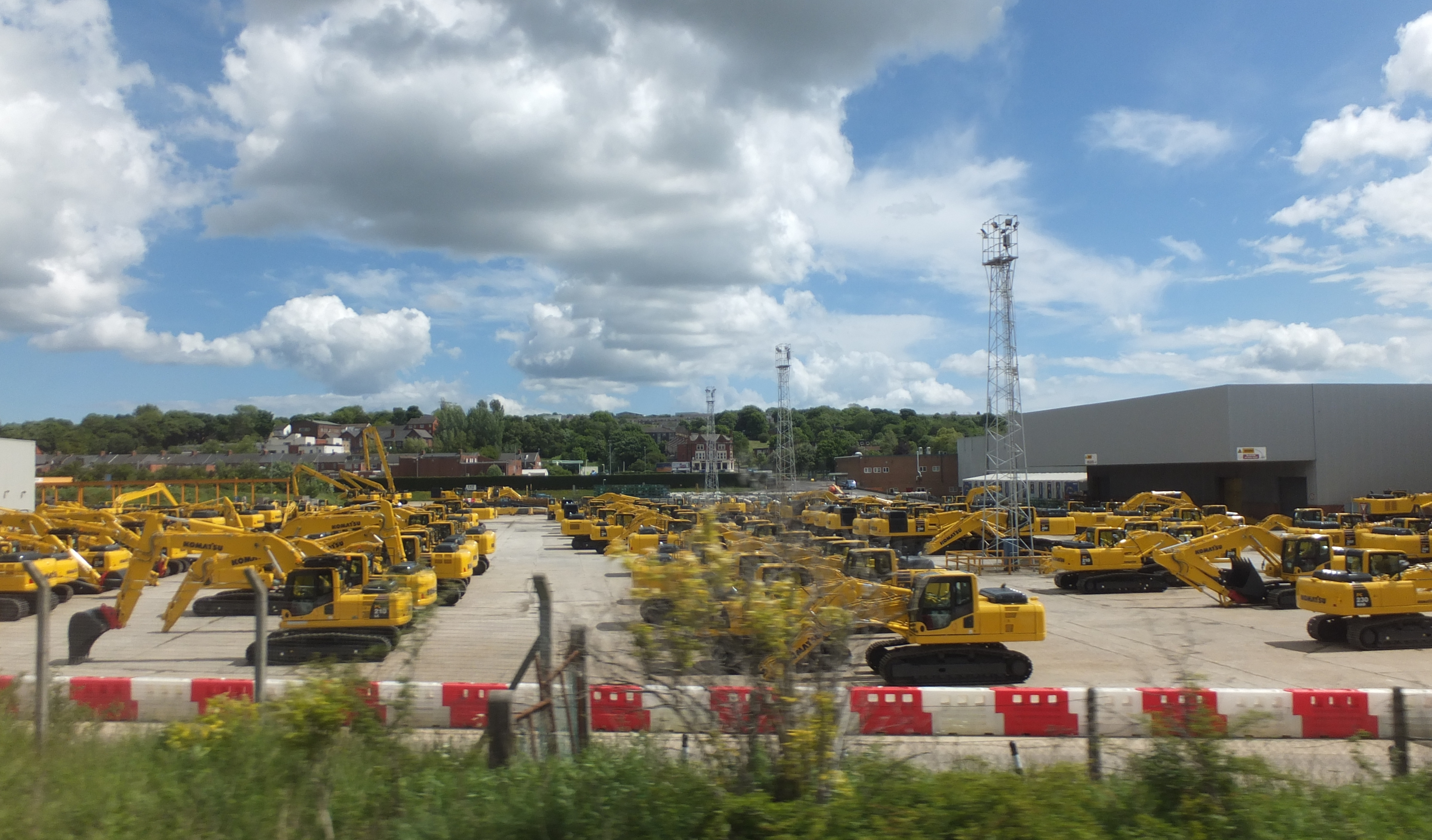
Außengelände Werk Birtley

Auf dem europäischen Kontinent befinden sich ebenfalls einige Produktionsstandorte. In Großbritannien werden in Bolton Bergbaumaschinen und in Birtley große und mittelgroße Hydraulikbagger gebaut. Im Werk in Tychy in Polen entstehen Bergbaumaschinen. Abbruchhämmer und Gesteinsbohrer stammen aus Lyon in Frankreich. In Deutschland gibt es drei Produktionsstätten. In Hannover werden Radbagger und Radlader sowie Fahrwerkkomponenten hergestellt. Das Werk in Düsseldorf baut große Hydraulikbagger und in Baden-Baden entstehen Schnellwechsler und Baggerschaufeln. In Este in Italien erfolgt die Herstellung von kleinen und mittelgroßen Hydraulikbaggern, Minibaggern, mittelgroße Radladern, Baggerladern sowie Skid-Steer-Ladern. Drei weitere Produktionsstätten befinden sich in Schweden. Dazu zählen die Werke in Umeå, Grangärde und Bräcke; an allen Standorten werden Forstmaschinen produziert.
Komatsu betreibt zudem drei Produktionsstandorte in Russland. In Novokuznetsk liegt der Fokus auf der Herstellung von Bergbaumaschinen. In Yaroslavl werden mittelgroße Hydraulikbagger und Muldenkipper produziert und das Werk in Iwanowo konzentriert sich auf die Herstellung von Komponenten für Hydraulikbagger.

### Afrika und Australien
In Wadeville im Süden Afrikas sowie an der Ostküste Australiens in den Werken Hunter Valley, Moss Vale und Rockhampton baut Komatsu Bergbaumaschinen.

## Sponsoring
Im Februar 2024 gab Williams Racing eine mehrjährige Partnerschaft mit Komatsu bekannt und knüpfte damit an frühere Kooperationen an. In den 1990er Jahren lieferte Komatsu unter anderem Getriebeteile für die Meisterschaftsfahrzeuge FW18 und FW19. Im Rahmen der Formel-1-Saison 2024 ist das Komatsu-Logo prominent auf dem FW46, den Fahreroveralls und der Teamkleidung vertreten.